# Max Czopka
Max Richard Czopka (* 4. November 1888 in Slupsko, Kreis Tost-Gleiwitz, Provinz Schlesien; † 26. März 1982 in Radebeul) war ein deutscher Architekt.

## Leben

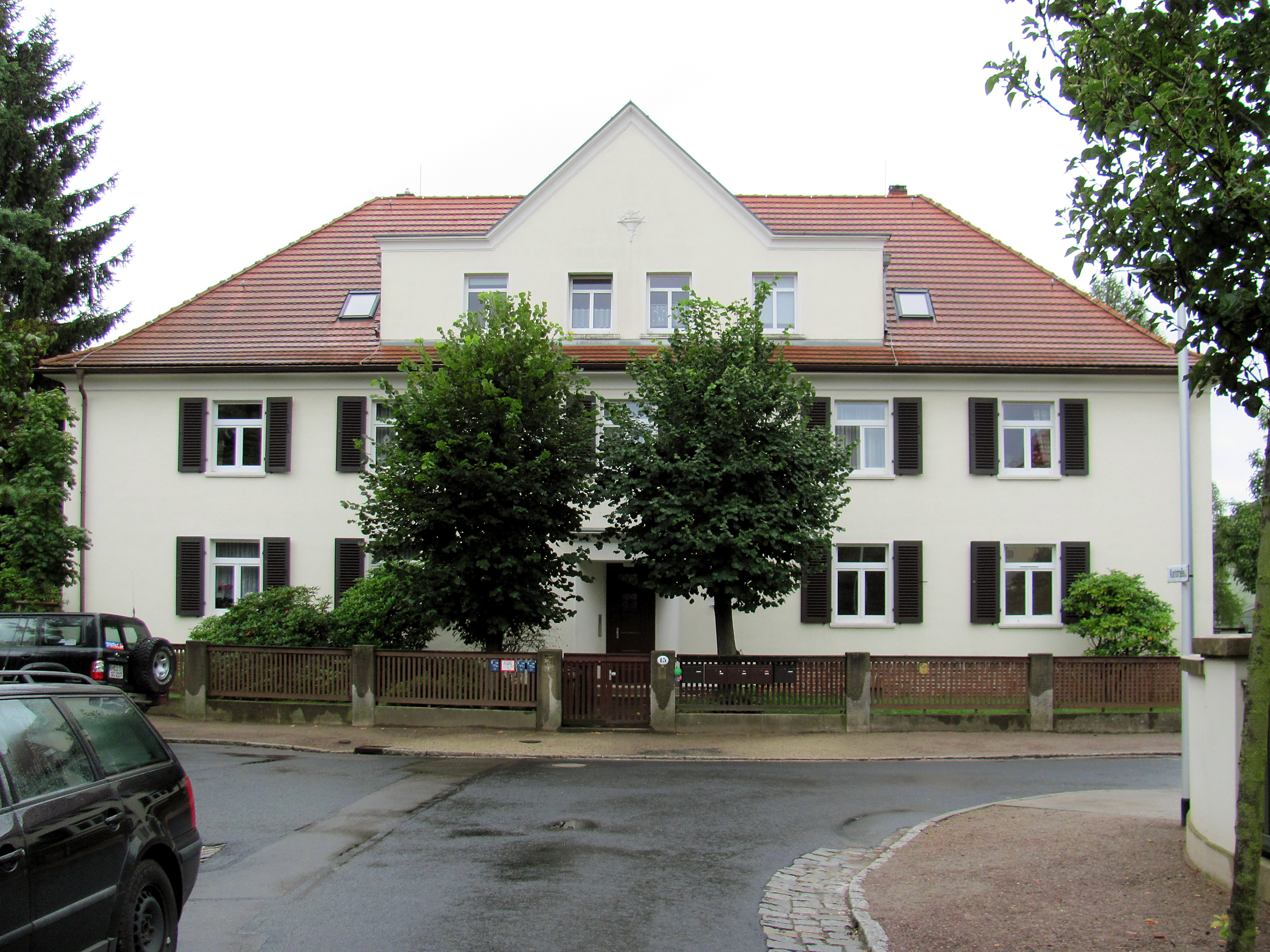
Fünffamilienhaus Schillerstr 15

Der als Sohn eines Lehrers im oberschlesischen Slupsko in der heutigen Gemeinde Rudziniec geborene Czopka besuchte die Fürstliche Privatschule in Slawentzitz und studierte nach einer dreijährigen Lehre bei einem Baumeister an der Königlichen Bauschule in Kattowitz Architektur.
Seine erste Anstellung erhielt Czopka im Bauamt von Slawentzitz. Durch die Bekanntschaft mit dem Baurat und Professor an der Technischen Hochschule Dresden Ernst Kühn (1859–1943) erhielt er vor dem Ersten Weltkrieg eine Anstellung in dessen Dresdner Büro.
Czopka arbeitete ab 1920 als freiberuflicher Architekt in Radebeul. Sein Büro befand sich bis 1928 in der damaligen Bahnhofstraße 1a in Alt-Radebeul (heute Hauptstraße bzw. Robert-Werner-Platz, wohl benachbart dem Gasthaus Zur scharfen Ecke), danach in dem von Czopka 1927 für die Baugenossenschaft zu Radebeul entworfenen Fünffamilienhaus Schillerstraße 15.
Czopka heiratete das erste Mal 1915; seine Ehefrau verstarb 1952. Czopkas zweite Frau starb bereits wenige Jahre später, 1955.

## Wirken

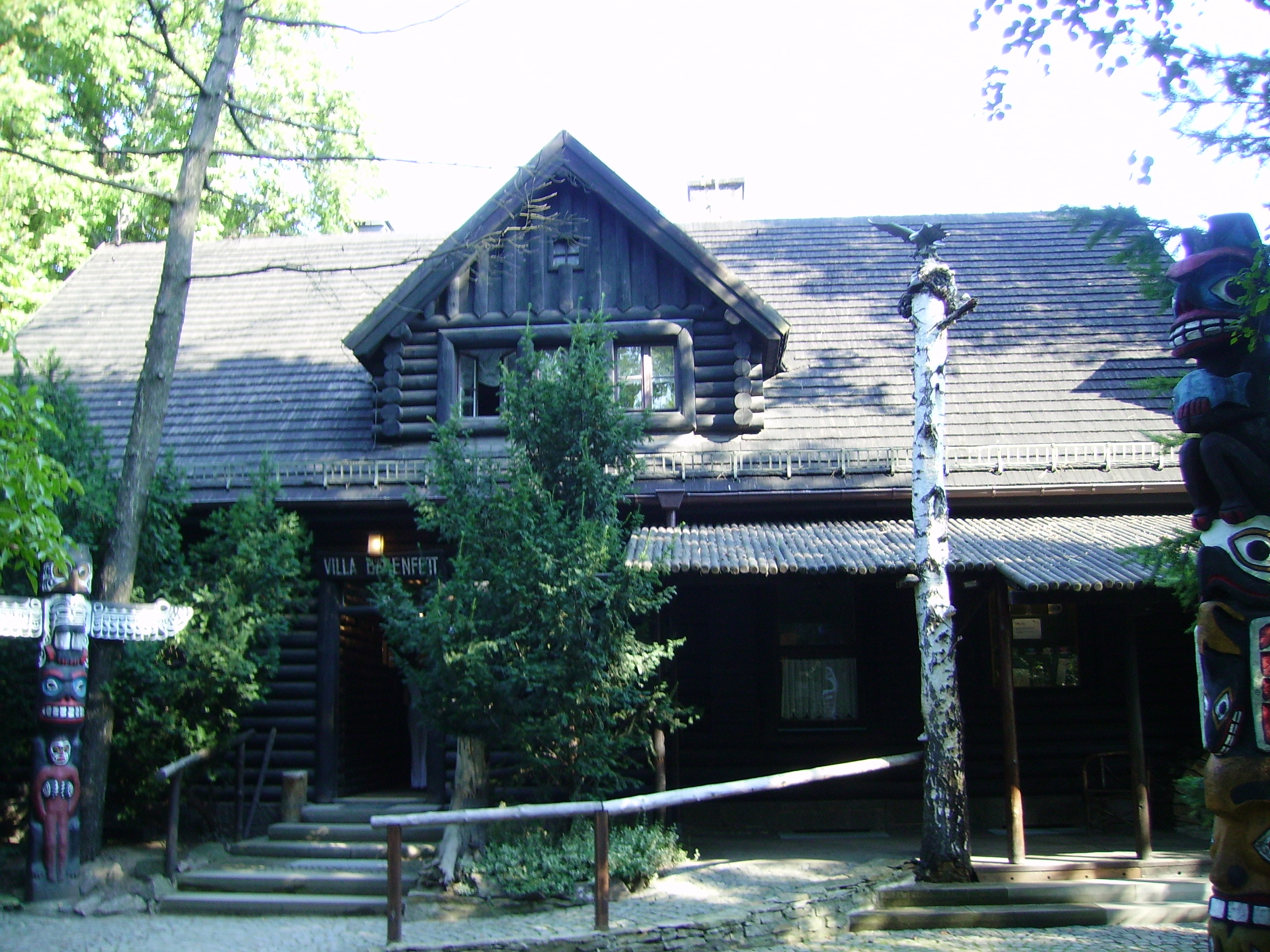
„Villa Bärenfett“

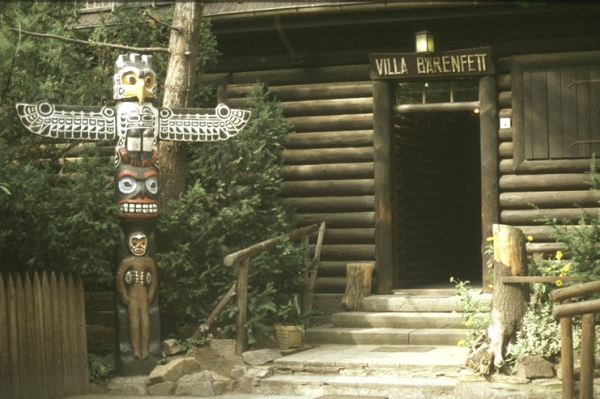
„Villa Bärenfett“

Czopka zeichnet für zahlreiche der in Radebeul entstandenen Siedlungsbauten der Zwischenkriegszeit verantwortlich.
Darüber hinaus ist er der Entwerfer eines der wenigen wohl weltweit bekannten Radebeuler Gebäude, der Villa Bärenfett auf dem Grundstück des Karl-May-Museums.
Auch das seinerzeit wohl international modernste Gebäude der Lößnitz kam aus Czopkas Feder, das Haus Schönherr, eine städtische Villa im Stil der Moderne in Oberlößnitz. Nach Versagung des Bauantrags durch die Amtshauptmannschaft Dresden und den Landesverein Sächsischer Heimatschutz als Prüfinstanz genehmigte erst die übergeordnete Kreishauptmannschaft in Dresden den Entwurf aufgrund der Beschwerde wegen der Verwendung des „Verunstaltungsparagrafen“.

## Werk (Baudenkmale)
Die im Folgenden aufgeführten Bauten sind in der Denkmaltopographie Bundesrepublik Deutschland. Denkmale in Sachsen: Stadt Radebeul aufgeführte Kulturdenkmale. Sie stellen damit kein vollständiges Werkverzeichnis dar.

### Private Wohnbauten

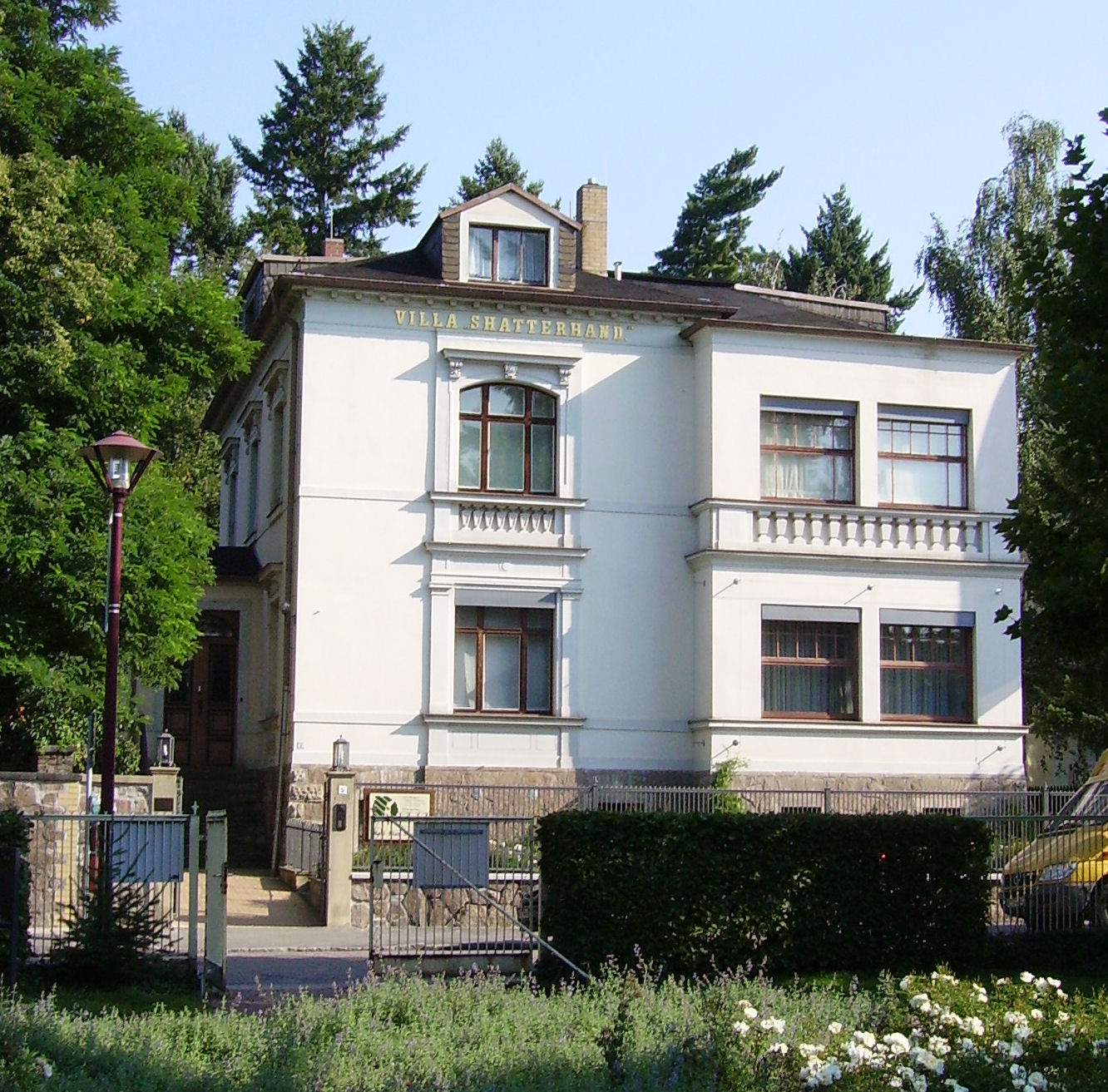
Umbau Villa Shatterhand, das heutige Karl-May-Museum

- 1924/1925: Doppelwohnhaus Ulbricht / Jahn, Schillerstraße 16 / Karl-Marx-Straße 14 (auf Grundlage des Reichsheimstättengesetzes)
- 1925: Veranda-Umbau an der Villa Shatterhand, Karl-May-Straße 5 (ausführender Baumeister Alwin Höhne)
- 1925/1926: Zweifamilienhaus Therese Strohbach, Goethestraße 35
- um 1925: Villa Kelling, Gartenstraße 77 (Max Czopka zugeschrieben)
- 1926: Villa Heimkehr, August-Bebel-Straße 9
- 1926: Anbau an Villa Hermann Metzke, Straße des Friedens 55
- 1927: Planung zu Abriss und Neubau auf dem Grundstück Hellerstraße 11
- 1928: Umbau Hintergebäude Richard-Wagner-Straße 11
- 1929: Zweifamilien-Wohnhaus Einsteinstraße 20
- 1930: Um- und Anbau sowie stilistische Modernisierung der landhausartigen Villa Dr.-Schmincke-Allee 23

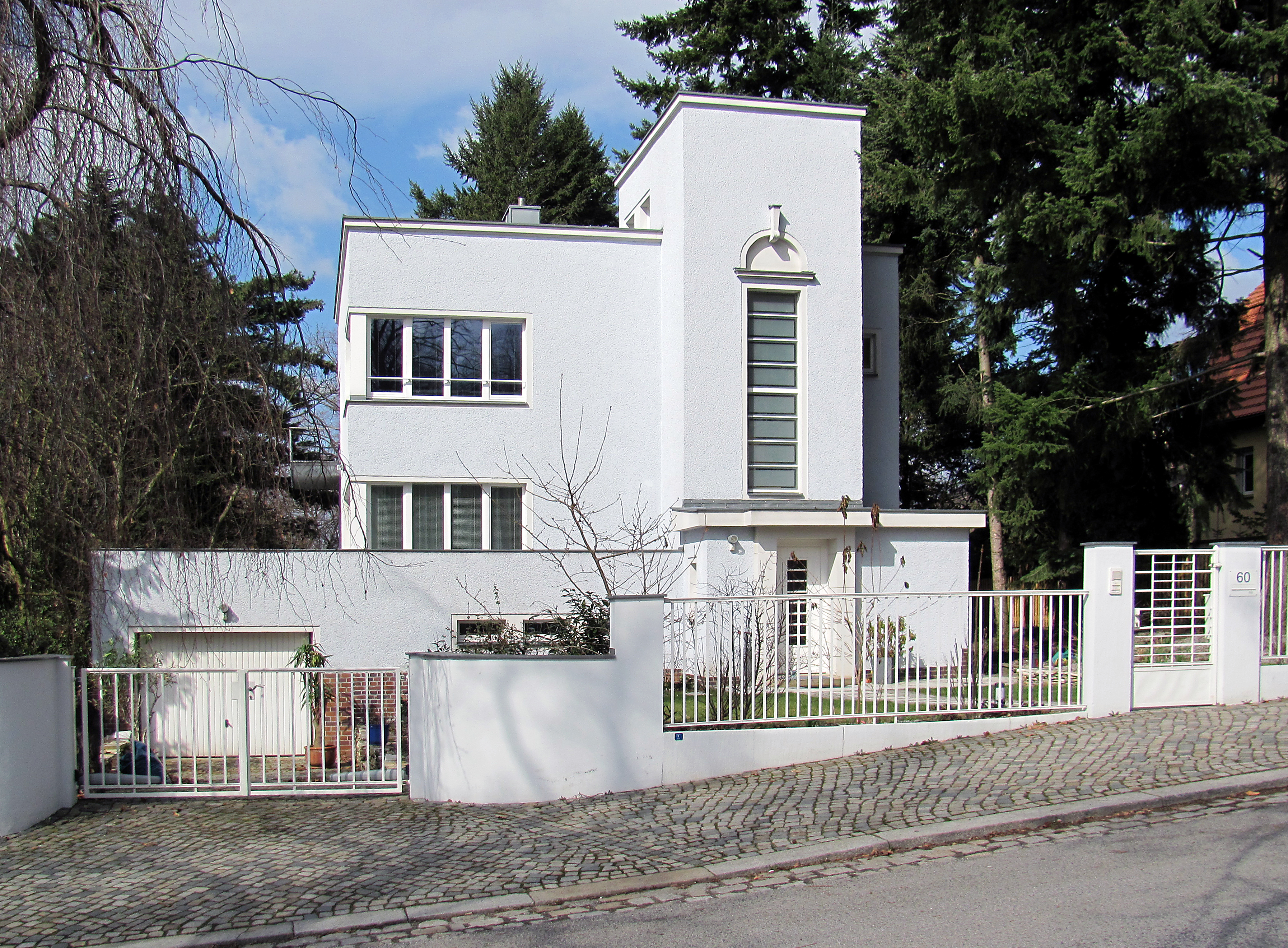
Wohnhaus Erich Schönherr, 2011

- 1931: Haus Schönherr in Oberlößnitz, Eduard-Bilz-Straße 60 (seltenes Beispiel einer städtischen Villa im Stil der Moderne auf Radebeuler Gebiet)
- 1932: Anbau eines Nebengebäudes im Gehöft Bahnsteg 1
- 1932: Um- und Ausbau sowie Vereinfachung der Fassadengliederung der Mietvilla Fritz-Schulze-Straße 44
- 1932/1933: Umbau zum Mehrfamilienhaus der Villa Carl Burk, Straße des Friedens 57
- 1933/1935: Veranda-Vorbau an der Ziller-Villa Rosenstraße 16
- 1934: Veranda-Umbau Mietvilla Hölderlinstraße 1 (Max Czopka zugewiesen)
- 1934: Dachausbau Mietshaus Kötzschenbrodaer Straße 17
- 1935: Wohnhaus Selma Zschocke, Dr.-Schmincke-Allee 1c
- 1935/1936: Einbau einer Wohnung in ein Nebengebäude des Vierseithofs Altnaundorf 5
- 1936: Überarbeitung eines Fassadenplans, Emil-Högg-Straße 14 (nach Einspruch des Landesvereins Sächsischer Heimatschutz gegen das Dresdner Büro Lossow & Kühne)
- 1936, 1939, 1940: Modernisierung der Villa Euchar Albrecht Schmid, August-Bebel-Straße 23 (1936), Bau eines Wirtschaftsgebäudes im hinteren Garten (1939) sowie Bau eines Gästehauses im Blockhausstil (1940, vergleiche Villa Bärenfett)

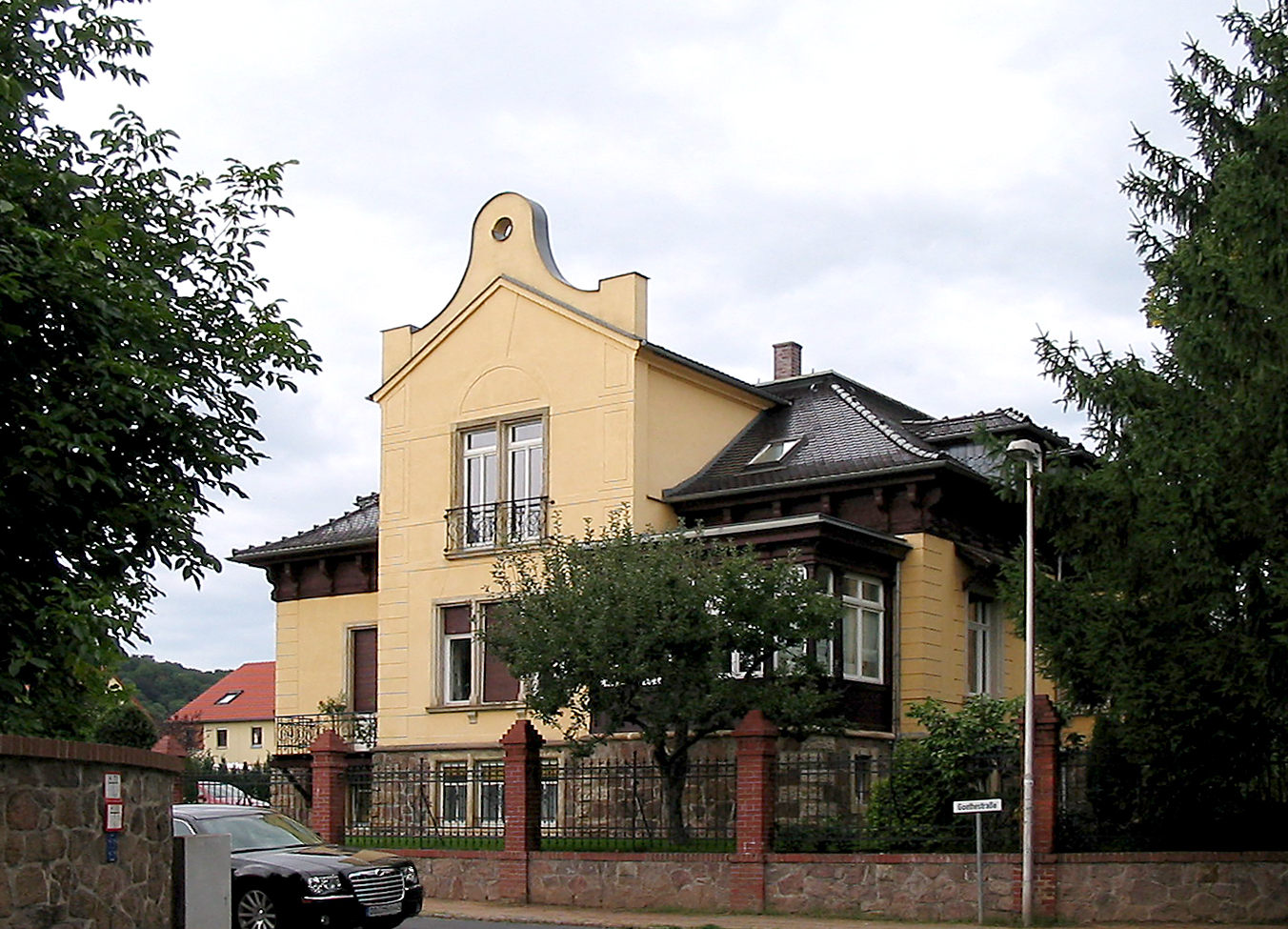
Villa Jentzsch

- 1937: Dachausbau und Fassadenumgestaltung der Villa Jentzsch, Goethestraße 34
- 1937: Fassadenumbau und Veranda-Aufstockung an der Mietvilla Hermann Schröder, Hellerstraße 7
- 1937/1938: Sieben-Familien-Kleinwohnungshaus Martha Mehlig, Schillerstraße 36
- 1938: Anbau an das Landhaus An der Jägermühle 9
- 1939: Wohngebäude als Anbau an das Auszugshaus Altkötzschenbroda 10
- 1939: Zweifamilien-Wohnhaus Rebenwinkel 3 (kein Kulturdenkmal)
- 1941: Fassadenumgestaltung und Umbau der Mietvilla Meißner Straße 220
- 1947: Einbau einer Dachgeschosswohnung in die Villa Rosenstraße 17
- 1962: Einbau einer Dachgeschosswohnung in die Mietvilla Karl-Marx-Straße 7

### Wohn- und Geschäftshäuser
- 1926: Ladenanbau an Wohn- und Geschäftshaus Hauptstraße 16
- 1933: Ladenrückbau Wohn- und Geschäftshaus Karl-Marx-Straße 2
- 1938: Teilumbau Wohn- und Geschäftshaus Ernst August Große, Zillerstraße 15
- 1942/1944: Gartengebäude zu Gewerbezwecken, Einsteinstraße 14a

### Siedlungsbauten

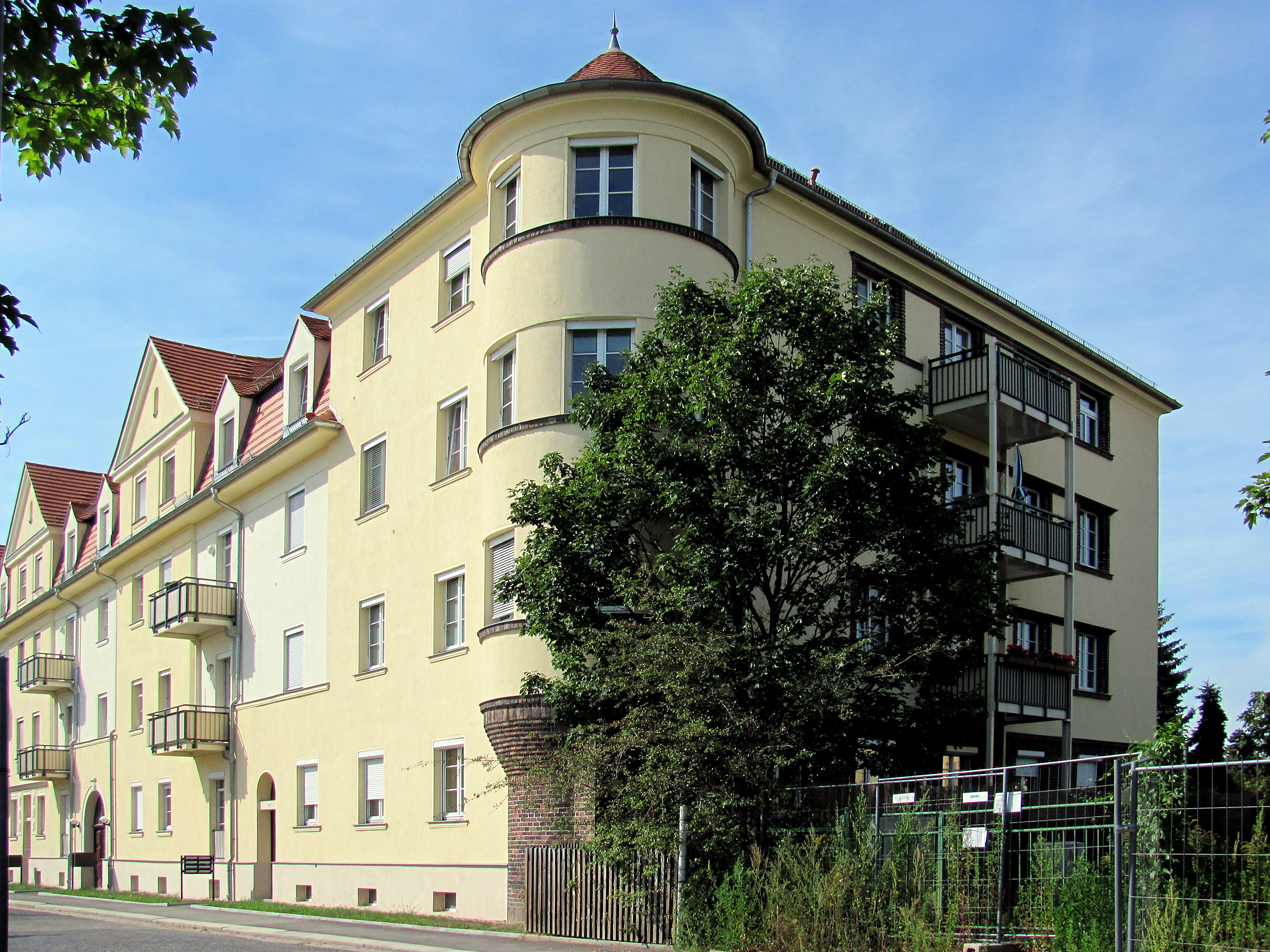
Mehrfamilienhaus Mittelstraße 10

- 1925/1926: Sechsfamilien-Siedlungshaus Birkenstraße 2 (für die Baugenossenschaft zu Radebeul)
- 1925/1926: Sechsfamilien-Siedlungshaus Birkenstraße 13 (für die Baugenossenschaft zu Radebeul)
- 1926: Vierfamilien-Siedlungshäuser An der Siedlung 6 und 8 (für die Baugenossenschaft zu Radebeul, Realisierung: Johannes Eisold)
- 1926: Sechsfamilien-Doppelhaus Dresdner Straße 87/89 (für die Baugenossenschaft zu Radebeul, Realisierung: Johannes Eisold)
- 1926/1927: Sechsfamilien-Wohnhaus Gartenstraße 23 (für die Baugenossenschaft zu Radebeul)
- 1926/1927: Zulässigkeitsprüfung des Entwurfs und Bauleitung Doppelwohnhaus Pilz/Enger, Schillerstraße 14/Kantstraße 1 (auf Grundlage des Reichsheimstättengesetzes, Wohnanlage Kantstraße[4])
- 1927: Zwölffamilien-Siedlungshaus Serkowitzer Straße 37/37a (für die Stadt Radebeul als Teil der Siedlung „Eisoldsche Häuser“)
- 1927: Siedlungshaus Wasastraße 6 (für die Stadt Radebeul als Teil der Siedlung „Eisoldsche Häuser“)
- 1927: Fünffamilien-Wohnhaus Schillerstraße 15 (für die Baugenossenschaft zu Radebeul, Wohnanlage Kantstraße[4], Realisierung: Johannes Eisold)
- 1927/1928: Mehrfamilienhaus Mittelstraße 10 (Ergänzungsbau einer Wohnanlage für die Baugenossenschaft zu Radebeul)
- 1928: Sechsfamilien-Wohnhaus Gartenstraße 51 (für die Baugenossenschaft zu Radebeul)
- 1928: Sechsfamilien-Wohnhäuser Karl-Marx-Straße 19 und 22 (für die Baugenossenschaft zu Radebeul, Realisierung: Johannes Eisold)
- 1928: Sechsfamilien-Wohnhaus Neubrunnstraße 9 (für den Gemeindeverband für das Wasserwerk „Neubrunn“)
- 1928/1929: Wohnhäuser August-Bebel-Straße 17 und 19 (für die Heimstättengesellschaft Sachsen)
- 1928/1929: Heimstättensiedlung Damaschkeweg 3–13, 15–25, 4–14 und 16–26 („Kriegersiedlung des Reichsbundes“, Mitglied im Allgemeinen Sächsischen Siedlerverband)
- 1929: Sechsfamilien-Wohnhäuser Kantstraße 19 und 20 (für die Baugenossenschaft zu Radebeul, Wohnanlage Kantstraße[4])
- 1929: Mehrfamilien-Wohnhaus Pestalozzistraße 13 (für die Baugenossenschaft zu Radebeul)
- 1930: Mehrfamilien-Wohnhaus Pestalozzistraße 15 (für die Baugenossenschaft zu Radebeul)[5]
- 1930: Mehrfamilien-Wohnhaus Pestalozzistraße 17 (für die Baugenossenschaft zu Radebeul)[5]
- 1931: Neunfamilien-Siedlungshaus Dresdner Straße 97/99 (für die Baugenossenschaft zu Radebeul)
- 1935: Siedlungshaus Barthübelstraße 1/3 (für die Baugenossenschaft zu Radebeul, Planung seit 1928)
- 1936: Siedlungshäuser Gartenstraße 53/55 und 57/59 (für die Baugenossenschaft zu Radebeul, Planung seit 1929)
- 1937/1938: Siedlungshäuser Trachauer Straße 24/26, 28/30 und 32/34 (für die Baugenossenschaft zu Radebeul)

### Andere öffentliche Bauten

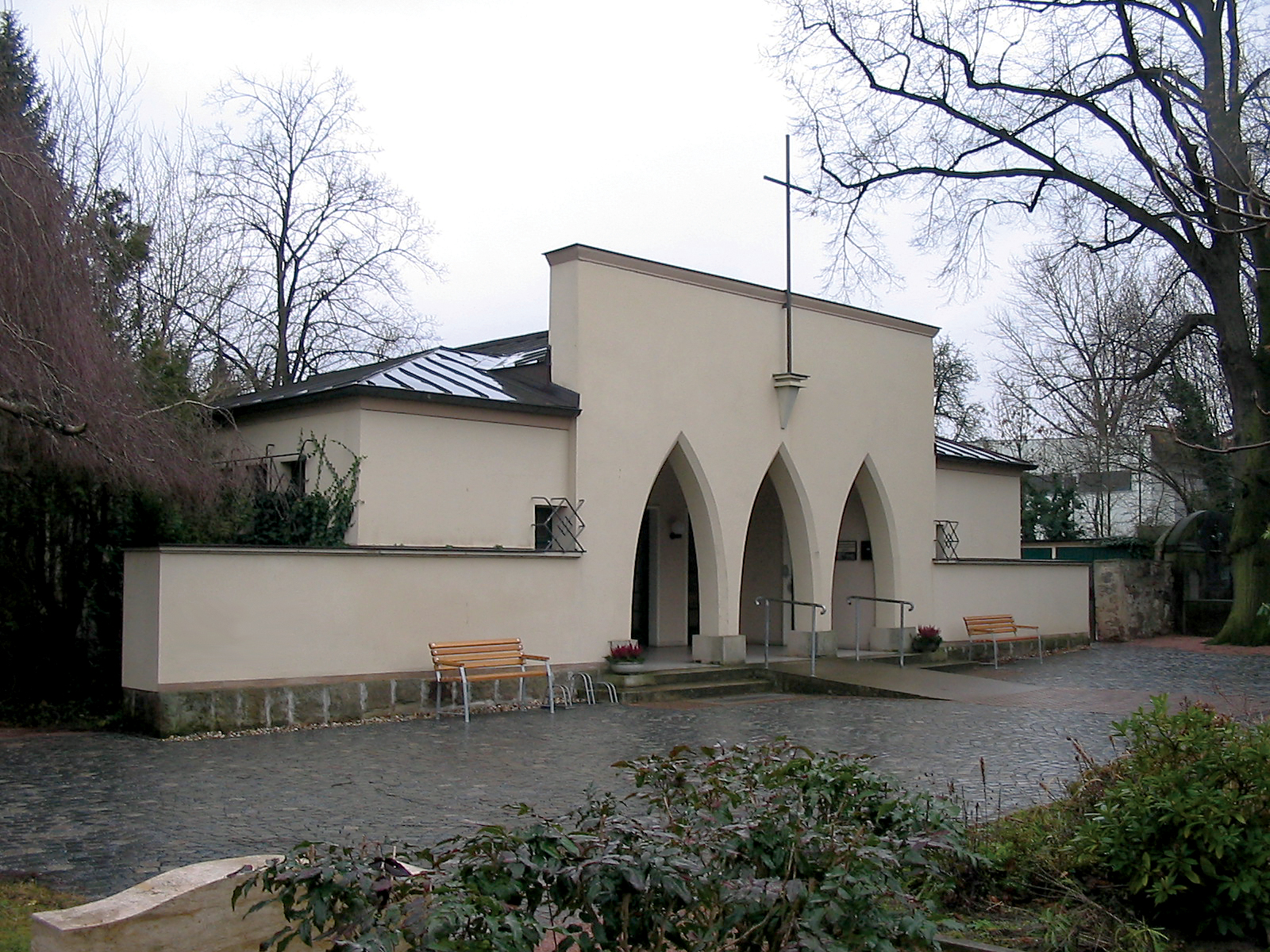
Friedhof Radebeul-Ost, Feierhalle von Max Czopka

- 1926, 1927, 1935: Villa Bärenfett (im Garten des Karl-May-Museums) (1926 Wettbewerbsgewinn gegen den ebenfalls einheimischen Architekten Otto Rometsch)[6], Anbau von 1927, weiterer Anbau von 1935
- 1928/1929: Neue Feierhalle Friedhof Radebeul-Ost
- 1939: Modernisierung des Katholischen Pfarramts Radebeul